# Juan Ivarra
Juan Ivarra o Joan Yvarra, (Tolosa, Guipúzcoa? - Valencia, 1486) es un notable cantero tardogótico valenciano de origen vasco. Hizo la mayor parte de su obra en la ciudad de Valencia. En 1481 trabajaba en una importante obra de cantería en el Palacio de la Generalidad Valenciana, junto con Pere Compte. En 1483 se iniciaron los trabajos de la Lonja de la Seda de Valencia, donde participaron juntos de nuevo Pere Compte y Juan Ivarra. 
En 1486 murió en la ciudad de Valencia y las obras de la Lonja fueron continuadas por Pere Compte.